# (3016) Meuse
(3016) Meuse es un asteroide perteneciente al cinturón de asteroides, descubierto el 1 de marzo de 1981 por Henri Debehogne y el también astrónomo Giovanni de Sanctis desde el Observatorio de La Silla, Chile.

## Designación y nombre
Designado provisionalmente como 1981 EK. Fue nombrado Meuse en homenaje al río Mosa que fluye por Francia, Bélgica y los Países Bajos.